# Penelope (cratera)

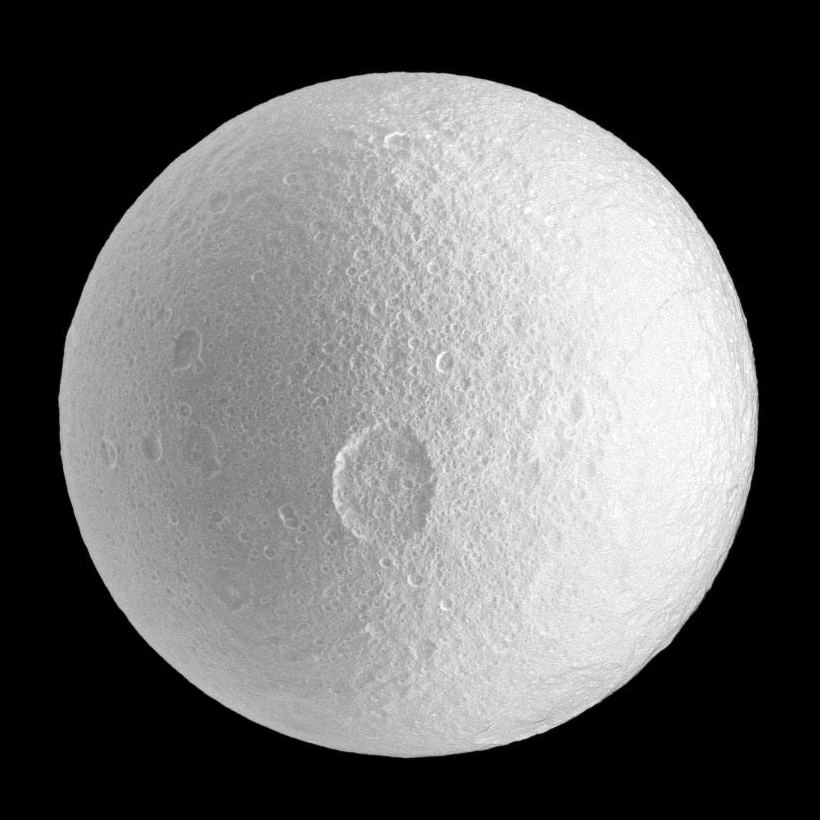
A cratera Penelope em evidência.

Penelope é a quarta maior cratera de impacto em Tétis, uma das luas de Saturno. Essa cratera possui um diâmetro de 280 km e está localizada próximo ao equador, no centro do hemisfério oculto dessa lua a 10.8°S, 249.2°W. Ela se localiza numa área quase que oposta à maior cratera de Tétis - Odysseus.
A cratera Penelope recebeu este nome em referência à esposa fiel de Odisseu, na Ilíada de Homero.